# Глазгов вориорси
Глазгов вориорси (енгл. Glasgow Warriors) су шкотски професионални рагби јунион тим из Глазгова, који се такмичи у Про 12. Овај клуб је основан још у 19. веку, а са аматеризма на професионализам је прешао 1996. Највећи успон Глазгов је достигао 2014. и 2015. када је играо финале Про 12. 2015. Вориорси су победили ирски тим Манстер и постали први шкотски тим који је успео да освоји Про 12 . Боје Вориорса су светлоплава и црна, а капитен је Питер Мурчи. Међу познатим рагбистима који су играли за Глазгов Вориорс су Ричи Греј, Гордон Булок, Кевин Ткечак, Ломе Фа'атау... Најбољи поентер у историји Вориорса је Ден Паркс са 1105 постигнутих поена, највише есеја дао је Ван дер Мерве - 35, а највише утакмица за клуб одиграо је Грем Морисон - 138.
- Про 12

- Освајач (1) : 2015.
- Финалиста (1) : 2014.

Први тим
Питер Мерчи - капитен
Стјуарт Хог
Томи Симор
Шон Ламонт
Ли Џуонс
Нил Гудсмарк
Ричи Вернон
Сем Џонсон
Питер Хорн
Алекс Данбар
Марк Бенет
Фин Расел
Мајк Блер
Рајан Вилсон
Адам Еш
Роб Харли
Вил Бордил
Грег Питерсон
Џони Греј
Рајан Грант
Алекс Алан
Фергус Скот
Кевин Брис